# Chiridota rigida
Chiridota rigida is een zeekomkommer uit de familie Chiridotidae.
De wetenschappelijke naam van de soort werd in 1867 gepubliceerd door Karl Semper.